# Pangu Team
The Pángu Team (Китайська: 盘古越狱团队), китайська команда розробників, що займалася розробкою інструментів для джейлбрейка операційної системи iOS, а також організатори заходу присвяченого мобільної безпеки MOSEC, яке проходить щорічно в Шанхаї.

## Pangu Jailbreak
Pangu або Pangu Jailbreak - вільно поширюється утиліта для злому пристроїв, що працюють на операційній системі iOS версій 7.1 - 9.3.3.
Вперше була випущена 23 червня 2014 року.

## Назва
Назва Pangu є китайським (Китайська: 盘古). Слово позначає першу живу істоту і творця всього живого в деяких версіях китайської міфології.

## Pangu
Pangu або Pangu Jailbreak for iOS 7.1 - 7.1.x - безкоштовна утиліта для злому пристроїв, що працюють на iOS 7.1-7.1.2. Інструмент був представлений 23 червня 2014 року і виконує процедуру злому пристроїв, що працюють на iOS 7.1 - 7.1.x.

### Схема процедури
Щоб зробити процедуру джейлбрейка, Pangu використовує відкликаний сертифікат системи, який видаляється після її завершення.
Спочатку (у v1.0.0), Pangu використовували вразливість Infoleak, взяту у Стефана Ессера (@i0n1c), але пізніше ця вразливість була замінена на знайдену самою Pangu, так як Infoleak була недостатньо прихованою.

## Pangu8
Pangu8 або Pangu Jailbreak for iOS 8.0 - 8.1 - безкоштовна утиліта для злому пристроїв, що працюють на iOS 8, випущена 22 жовтня 2014 року і доступна англійською та китайською мовами. Спочатку завантажувач Cydia не був вбудований в програму злому, і мала місце необхідність встановлювати магазин безпосередньо через OpenSSH, однак він пізніше був доданий у версії v1.1.0. Завантаження здійснюється з веб-сайту Pangu.

## Pangu9
Pangu9 або Pangu Jailbreak for iOS 9.0 - 9.3.3 - остання на даний момент доступна версія утиліти для iOS 9.0 - 9.3.3. Вперше була представлена 14 жовтня 2015 року для виконання злому пристроїв, що працюють на iOS 9.0 - 9.0.2. 11 березня 2016 року Pangu представила оновлену версію утиліти, що дозволяє здійснити злом пристроїв з 64-бітним процессором, що працюють під управлінням iOS 9.0 - 9.1. У версіях для iOS 9 був прибраний завантажувач власного магазину - Pangu App. Утиліти доступні для Windows і Mac OS X. 24 липня 2016 року була випущена китайська версія утиліти для iOS 9.2 - 9.3.3, але тільки для пристроїв з 64-бітним процесором. 29 липня була випущена англійська версія утиліти для iOS 9.2-9.3.3. 5 серпня 2016 року Apple випустила iOS 9.3.4, в якій була закрита вразливість, що дозволяє виконати процедуру джейлбрейка.

### Безпека
При установці останньої версії утиліти для джейлбрейка iOS 9.2 - 9.3.3 потрібно вказувати дані Apple ID – адресу електронної пошти та пароль. Якщо ввести дані облікового запису, до якої прив'язані банківські карти або аккаунт PayPal, можлива крадіжка коштів з рахунків. Як повідомляють деякі користувачі, які пройшли процедуру злому, через деякий час після завершення процедури починаються стягуватися гроші з банківських карт, зазначених у методах платежу. Самі Pangu даний момент ніяк не коментують.